# Fontaine du Saint
La fontaine du Saint  est située rue de la Fontaine, à La Vraie-Croix, dans le Morbihan.

## Historique
La fontaine fait l’objet d’une inscription au titre des monuments historiques depuis le 15 janvier 1929.

## Culte
Selon la tradition locale, le fait de verser de l'eau puisée dans la fontaine sur les personnages sculptés favoriserait l'arrivée de la pluie. À l'inverse, en essuyant les personnages, on ferait revenir le beau temps.